# 奧地利-埃斯特的洛倫茲大公 (比利時親王)
洛倫茲親王（德語：Lorenz Habsburg-Lothringen；全名洛伦茨·奥托·卡尔·阿梅德乌斯·马里亚·皮乌斯·安德烈亚斯·马库斯·达维亚诺 (Lorenz Otto Carl Amadeus Thadeus Maria Pius Andreas Marcus d'Aviano)，1955年12月16日—），他是奥匈帝国末代皇帝卡尔一世的孙子，是奧地利-埃斯特的羅貝托大公與玛格丽特公主的孩子。
1984年，洛倫茲與比利时国王的女儿阿斯特里德公主結婚。1995年，洛倫茲被授於比利時親王爵位。

## 荣誉

### 比利时勋章奖章
- 利奥波德大绶勋章

### 外国勋章奖章
- 恩里克王子大十字勋章（葡萄牙語：Ordem do Infante D. Henrique）（葡萄牙，2006年3月8日公布[1])